# Piedigriggio
Piedigriggio település Franciaországban, Haute-Corse megyében. Lakosainak száma 153 fő (2022. január 1.). Piedigriggio Morosaglia, Gavignano, Moltifao, Popolasca, Prato-di-Giovellina és Saliceto községekkel határos.

## Népesség
A település népességének változása:
| Lakosok száma | 108  | 119  | 99   | 135  | 152  | 147  | 138  | 133  | 132  | 153  |
|               | 1968 | 1982 | 1990 | 2006 | 2013 | 2015 | 2017 | 2019 | 2020 | 2022 |